# Gleb Panfilov
Gleb Anatoljevitsj Panfilov (Russisch: Глеб Анатольевич Панфилов) (Magnitogorsk, 21 mei 1934 – Moskou, 26 augustus 2023) was een Russisch filmregisseur.
Panfilov studeerde in 1957 af aan het Polytechnische Insitituut van de Oeral en begon vervolgens te werken als scheikundige. Al in 1958 werd hij lid van een filmclub in Sverdlovsk. Hij draaide er korte documentaires en werd tot regisseur benoemd bij de plaatselijke televisiezender. In 1967 maakte Panfilov zijn eerste lange speelfilm. In het buitenland brak hij door met de film Het thema (1976). Aanvankelijk werd de film zwaar gecensureerd door het Sovjetregime. Met de integrale versie van de film won hij in 1986 echter de Gouden Beer op het filmfestival van Berlijn.
Panfilov is in de jaren zeventig getrouwd met actrice Inna Tsjoerikova (1943-2023), die in een aantal van zijn films heeft gespeeld.
Panfilov overleed op 89-jarige leeftijd.

## Filmografie (selectie)
- 1976: Het thema
- 1990: De moeder